# 覇王大系リューナイトの登場人物
本記事では、テレビアニメ『覇王大系リューナイト』およびその派生作品の登場人物について解説する。

## 人間

### レギュラーキャラ
アデュー・ウォルサム
声 - 結城比呂（タイトルコールも兼任）
身長 - 159シン 体重 - 52ズッシリ 14歳。
リューナイト・ゼファーのリュー使いで、見習い騎士。北方の騎士の国（バイフロスト）出身、ゲーム版のみウエストガンズ出身。父親はラーサー・ウォルサム。パッフィーに好意を持たれている。がむしゃらな性格。温泉好きだが、入浴時でも兜を外さない。相当な食いしん坊だが、タマネギが嫌い。「騎士道大原則ひと〜つ 騎士は○○でなければならない」が口癖。後に「光速の聖騎士」と謳われる。自称「音速の騎士」。別名「音速のバカ」。
TV版では、ラーサーがゼファーの記憶世界で見せた生身版メテオザッパー「流星剣」を会得している。実際剣の腕は中々の物、意外に器用な芸当もこなす。戦い方は突進一辺倒。
漫画版の初期とOVA版で使用している剣は1m20cm程の「テンペスト」。ゲーム版でも「聖剣テンペスト」が登場している。鍔の部分は初期及びOVA版の一部の描写では金色になっている。TV版の初期と漫画版の中盤では無銘のロングソードを使用。TV版の後期と漫画版の後期では精霊石の武具「聖騎士の剣」を使用し、漫画版では最終決戦後ナジーに預けている。TV版では皇帝との戦いで消失、ラジオドラマ版では再び装備している。
最終的にはパッフィーと結婚、パフリシアの国王。ガルデンより酒豪な模様。
CDドラマ『サンライズワールドI〜オープン直前、キャラ大混乱!!』に出演。ドモンとレインの新婚生活を邪魔したため、石破ラブラブ天驚拳で吹き飛ばされている。
パッフィー・パフリシア (Paffy Phahuricia)
声 - 矢島晶子
身長 - 153シン 体重 - 38ズッシリ スリーサイズ - B78/W54/H76（シン） 14歳。
リューメイジ・マジドーラのリュー使い。魔法王国パフリシア王家の第一王位継承者で、魔法使い。ハイレグレオタード的な服装、TV版では胸元からミストロットを出す。OVA版ではレオタード+巻きスカート+白の下着姿。漫画版初期、後半の衣装は臍が必ず露出できるよう。愛称パフ。得意な魔法は火・水系、特に水系が得意。言葉を交わさなくてもリューの意志が分かる。漫画では手を「ぽんっ」と打つ。旅の最中アデューに好意を持ち始め、最終的には彼と結婚している。料理の腕前は「塩コショウでどうにかならない」レベル。青い髪に紫の目（OVA版では緑の髪に青い目）。視力0.6。やや近眼気味で、読書時には眼鏡を使用する。ギャンブルは嗜まないが、実はギャラリーを沸かせるほどのあっち向いてホイの達人。当初は金銭感覚など相当怪しいものがあった。身体能力と柔軟性が高いため、水泳と新体操が得意。トカゲが大の苦手だが、カエルは平気。一度記憶喪失になって、イズミと頭を打ち合うことで元に戻ったことから「イズミの石頭で戻った」と評されているのだが、この時イズミに大きなコブができたのに対してパッフィーは無傷であり、実際にはパッフィーの方がイズミ以上の石頭であることが示唆されている。
伊東岳彦、そえたかずひろを最後まで悩ませたキャラクター。企画初期名は「マリオン・シール」、当初は現在よりかなり暗めで寡黙な性格の予定だった。
イズミ
声 - 小杉十郎太（オープニングナレーションも兼任）
身長 - 192シン 体重 - 104ズッシリ 34歳（おっさん呼ばわりが苦手）。
リュープリースト・バウルスのリュー使い。パフリシア王家に仕える僧侶。家中ではかなりの重臣、イブラース神殿など各所に顔が利く。エイダに仕えていると見られ、回復呪文が得意だが、高位の回復呪文はあるトラウマのために苦手。やや方向音痴。見聞も広い。戦術にも長けパフリシア城奪還で活躍、引き時をわきまえた人物である。立派な体格と怪力の持ち主だが、女装に対する抵抗が薄い様子。背負っているリュックサックにはパッフィーの着替えが入っているらしい。OVA版では若い頃もてていた。基本的には誠実。OVA版では昔は格闘家、リューモンクに乗っていた。
サルトビ
声 - 西村智博
身長 - 172シン 体重 - 56ズッシリ 16歳。
リューニンジャ・爆烈丸のリュー使い。東方の島国「ヒノデ国」出身の忍者。ガルデンに両親を殺され故郷を壊滅させられた復讐のため、パッフィーたちと同行。アスカ流忍術の使い手（昔火遁の術が苦手だった）。戦技だけでなく薬物の知識（特に薬草の知識は祖父から教わったもの）や読唇術などにも長け、終始一行の情報収集に貢献している。何故かマスクを片時も外さないが、その下の素顔は美男子（TV版で一度だけ明らかになった。食事の時には隠して食べている）。酒は飲まない主義。以前グラチェスに戦いを挑み敗れた経験があり、その縁か行動を共にすることも多い。アドリアとの戦いを経て、最終的にガルデンとは和解する。現実主義者で一行の財布の紐は彼が握っているが（大金はイズミが管理）、実は彼自身もお節介焼き。何かと優しい。ライバル視であるアデューとは喧嘩友達で、張り合うこともしばしば。漫画版ではさらに過激にアデューを敵愾視している。9年前からパフリシア王家に仕えパッフィーを警護し、慕っている。セラナン王の事は「ツッコミ魔」と考えているらしい。イオリとはTV版では幼馴染、漫画版は許婚関係。嫌いな食べ物は饅頭。企画初期名は盗賊「カーマイン・シャドー」。
ハグハグ
声 - 折笠愛
身長 - 18シン 体重 - 177カルカル 117歳。
妖精の一種、あるいは魔法生物（原作者裏設定ではホワイトドラゴンの幼体）。旅のマスコット的存在。戦闘時には一応剣と盾、兜で武装する。番外編では人間の姿に変身したこともある。基本は「ハグハグ」と発音し、文頭に単語をつける程度のレベルで人語を話す。ラジオドラマ版から本格的に人語を話すことができる。後にパフリシア王子代々のお守り役を務める。
漫画版では、最終決戦にてリューハグハグに乗って加勢に現れる。本機の参戦で邪竜族軍が劣勢に追い込まれるほどの高性能。
グラチェス
声 - 置鮎龍太郎
身長 - 181シン 体重 - 63ズッシリ 18歳。
リューチーフ・シャインバラムのリュー使い。字はホワイトウルフ。ある意味アデューの師匠。弟（チェンバー）がいたが、兄弟分デナーダに殺され部族の掟に則った決闘の末にこれを討つ。ナジーの依頼以降アデューたちと行動を共にする。料理が得意（主にシチュー系）。ピンクの鳥「カナリー」を連れている。女性と間違われるほどの美形、本人は多少それを気にしている。世界に散らばった仲間たちを集め国を再興する夢を持つ。
ガルデンとともにTV版から漫画版への逆輸入キャラクターで、こちらでもナジーの依頼でアデューたちと接触、ゼファーの階級転位に協力した。
カッツェ
声 - 永島由子
身長 - 157シン 体重 - 42ズッシリ B81/W56/H83（シン） 102歳（人間の14歳程度）。
ヒッテルの妹。ピンク髪のウルフカットヘアー。リューガンナー・デリンガーのリュー使い。守銭奴なエルフの武器商人。信条は「タダよりいいものはない、高いものはない」。序盤はトラブルメーカーとして関わることが多かったが、中盤以降仲間となる。リュー使いとしての能力は高くはないが、デリンガーに選ばれる素養は持っている。眼鏡を外すとド近眼。標準時も関西弁。羽織っているマントは何でも入る魔法のマント（高級品、魔法的な保護の有無は不明で、強度は大したことはない）。兄には頭が上がらない。邪竜族との戦いの後兄とともに孤児院を経営する。経営資金集めに行商も続けているが、兄が嫌がるので武器は売らない。また、孤児院兼宿屋（一泊二食付き300GG。ご飯食べ放題でオプションのトカゲの船盛り100GG）とすることで収入を得ていた。ヒノデ国で手に入れた「ショーユ」がお気に入りの調味料。人間の約10倍の寿命を持つ（約800歳、230歳で人間でいう29歳程度の感覚のようである）。企画初期名は「マニー・リボルガン」。かなり初期から眼鏡キャラは確定していた。
漫画版ではトレジャーハンターを職業としているが、どうも盗人同然の仕事もしているようで何かと恨みも買っている。ある程度魔法も使え、イェーガーの銃には魔法を込めた弾を仕込んでいた。
ヒッテル
声 - 関俊彦
カッツェの兄。144歳。凄腕のガンマン。真のデリンガー使い。武器を売るのが嫌で、武器商人の父「デス・マーチャント」に反発して家出し、報酬が少なくとも弱者のために戦っていた。銃の扱いに関しては天才、キッドが5年費やした技術を1ヶ月で会得した。デリンガーのカッツェ操縦時との性能差は恐ろしいまでのものがある。若干ショタコンでロリコン。普段は標準語喋りだが、動揺すると関西弁になる。家出後の様々な経験から現在は寡黙な性格。意外に割り切っている。使用している拳銃は弾一発に5発のエネルギー弾が込められた合計30発の六連リボルバー、上部にウージーに酷似した形状の連射機構が付いており一種のマシンピストルとして使用できる。カッツェの使用している銃とはデザインが異なる。
善側レギュラーメンバーでも最後期に作られたキャラということもありTV版OPでは出番がなく、漫画版では出番は5コマだけである。こちらでは精霊石の銃を50年ほど前に剣の大陸で手に入れていた。
ガルデン
声 - 辻谷耕史
身長 - 174シン 体重 - 60ズッシリ 219歳。
ダークナイト・シュテルのリュー使い。魔法剣士。闇の魔法を操るガルデン一族と邪竜族のハーフ。漫画版ではエルフと邪竜族との間に生まれたハーフ。兜から出ている毛は、彼の地毛である。魔法の力は強大で特に雷系を得意とし、高位の魔法使いを容易く捕え、初級魔法使いの魔法であれば数人がかりの術であっても片手で弾き返すほどであるが、高位の邪竜族には及ばない。TV版では自分の出自を知らされておらず苦悩するが漫画版では自覚、むしろ血統を誇りとして虐げられた一族の復讐を画策する。
TV版ではエルドギア滞在時に一時期剣邪界に行くことも考えていたが改心し、各地を転々としながらアースティアの平和を見守っている。ホワイトドラゴンにある程度自らの一族や生い立ちなども聞いていたらしく、故郷を訪ねることもあったようだ。また、パフリシア王国で成人の儀式が行われる際、立会人としてパフリシアを訪れるようにしている。ラジオドラマ版でそえた曰く「修道僧を思わせる」白い服に着替えているが後に元の黒い鎧に戻している。
漫画版では最後までヒール。ダークロードのエネルギー吸収機能をパラディンに奪取され瀕死のア・ザカンの道連れになる形で撃破される。
月心
声 - 松本保典
身長 - 190シン 体重 - 95ズッシリ 老け顔の18歳。
リューサムライ・疾風丸のリュー使い。漫画版ではヒノデ国で五本の指に入るほどの剣士。父もまた故郷シミズに道場を構えるほどの剣士である。真面目で温厚な好人物だが、いざというときには恐ろしいまでの凄みを見せる。意外にギャンブル好きでギャロップレースも楽しんでいた。同じヒノデ国出身であるサルトビとは気の合うこともあるが、彼が爆裂丸の精霊石を取り戻せない苛立ちから、重傷を負って意識を失っていたガルデンにトドメを刺そうとしたり、精霊石を持ってクラスチェンジも可能になったパッフィーやアデューに八つ当たりしていた際には、そのあまりにも浅ましい振る舞いから、精霊石を持つ資格は無いと一喝している。
剣の腕前は確かであるが、極意を究めるには達しておらず、TV版では流れの剣豪と立ち合って敗れたショックから焦りを抑えられずにいたこともあった。しかし、最終的にはこの剣豪に自身の内にある優しさを強さとして認められた結果、命を守る「活人剣」の道を見出すに至った。
幼少時は剣が嫌いで草花や動物を友達とする優しい少年であったが、7歳の時愛犬シロを国で起こった戦で失い剣士を志した。この時の戦いは、自国の人間たちの反乱によって起きたことから、裏切りが原因で国が滅んでしまう危険性を理解しており、パフリシアではパッフィーの婚約者であるウィンディーがエタニア国の軍隊を手引きしたことから、彼を殺すことができず窮地に陥ったアデューに代わってコックピットを攻撃し、トドメを刺している。今でも旅を共にしたギャロップを涙し手厚く葬る等、優しさは消えていない。なぜか墓に縁がある。
そえたかずひろお気に入りのキャラクター。

### ゲストキャラクター

#### リュー使いたちの関係者
大賢者ナジー
声 - 永井一郎
身長 - 115シン 体重 - 68ズッシリ 1177歳。
ドワーフの賢者。外見は胡散臭い。少なくとも法王庁専属馬車を借用して従者を伴い、パフリシアに向かえる程度の社会的地位はある。TV版ではアデューにゼファーを与えた。
スカートめくりが趣味のスケベ爺さん。アデューを含めアースティアの平和を守る勇者を数多く見守り、育ててきた。その伝説は吟遊詩人たちによって数多く謳われている。魔力は大したことはないが、記憶を消すあるいは封じる魔法に長けている。失敗したと見せかけ時間差をつけて、見事に記憶を消せる。TV版の最終決戦では戦車隊を率いて参戦。
ホワイトドラゴン
声 - 大山高男
神に近い存在。現在は傷つき、体も半ば機械化し、機械の国エルドギアにその身を休めている。TV版における実質的なエルドギアの代表者であり、リュー使いたちに協力。最終決戦ではガルデンたちを運びアデューの危機を救った。ラジオドラマ版にてエルドギアが壊滅したため、機械の部分を修理できる場所を捜索中。
ラーサー・ウォルサム
声 - 井上和彦
アデューの父。ゼファーの前の使い手。装備している鎧の一部はOVA版アデューと同じ物。既に故人、息子にゼファーを託した。ゼファーの記憶の中に今も生き続け、「メテオザッパー」を伝授している。
OVAではウォームガルデスと戦ったアースティアの「下」にある世界エンシルガット、ゼルテニス王国出身の先代勇者。戦いにもっとも貢献した人物。人と神の中間種族「亜神族」。PCゲーム版からOVA版で外見が大分変わっている。
OVA版ではパーンに似た外見。最も身近な女性であったマーリアと恋愛関係が無かった理由は「相性が悪かった」。
漫画版では彼の墓参りをした後、アデューは師スワンに連れられ修行の旅に出る。
メル
声 - 土井美加
アデューの母。時の神殿で息子が来るのを長年待っていた。召喚術を心得ている。
OVAではスレイヤ王国第一騎士の妹。TV、漫画版とは外見が異なる。
ビルフォード
声 - 有本欽隆
TV版でのアデューの養父。元海賊の船長でアデューに剣を教えた、彼の名付け親。ジェフリーやじいさんをはじめとする多数の部下を従える。魔物が出る危険な海域への航海を引き受け、海の怪物との戦いで死亡する（アデューがゼファーを召喚したのは彼が負傷した後だが、理由は不明）。
フローラ
声 - 折笠愛
ビルフォードの娘でアデューの義姉。男勝りな性格。クセッ毛ショートカットの美人。8歳のアデューとともにパラディンと邪竜族（下級兵士と同タイプ）の戦いを目撃し、父親亡き後は船のリーダーとなり邪竜族との決戦に参加した。
ジェフリー
声 - 佐藤政道
ビルフォードの部下である海賊の一人。アデューとも馴染み。ジェフリー・マクワイルドに容姿が似ている。最終決戦で戦死した。
セラナン・パフリシア
声 - 中村秀利
パフリシア王。40歳前後。パッフィーの父。精霊石を守るため巻貝島に身を隠していた。感激屋でパッフィーと再会時にはアデューにまで抱きついていた。温厚な人柄の名君。魔法の腕自体は妻の方がやや上の模様。
マーリア・パフリシア
声 - 潘恵子
パフリシア王妃。パッフィーの母。精霊石を守るため巻貝島に身を隠していた。TV版においてはアースティアの魔法使いを束ねるマジルカ一族と深い縁の持ち主。セラナンと結婚時16歳。
OVAでは先代「封印の魔女」であり、原作版＆TVアニメ版とはかなり外見が異なる。
ウインディー
声 - 檜山修之
TV版におけるパッフィーの許婚で、王の信頼も厚い由緒正しき騎士。25歳。パフリシア王都防衛戦前後に死亡、魔物に身体を乗っ取られガルデンへの内通者となっていた。正体が発覚し搭乗していたソリッドのコクピットを疾風丸の脇差に貫かれるも怪物となって復活、最後はマジドーラの結界に阻まれゼファーに討たれる。後、セラナン王が別荘として使っていた砦に埋葬された。ある意味アデューとパッフィーが接近するきっかけを作った人物。部下2人が存在。
マイヤー
声 - 西川幾雄
パフリシア王国家老。家老生活25年。パフリシア城落城後付近の砦で抗戦を続けていた。以前はパッフィーの養育係も勤めていた。格式ばった人物。
ラジオ版ではパッフィーがアデューを好きなのを承知でマジルカ一族の長との縁談を進めている。
漫画版では旅立つパッフィーとアデューのために王国最強の武具を揃えた。
バレーナ伯爵
声 - 土師孝也
ホエールズバレーの領主。使用人を置かない主義で庭園の手入れも自ら行っていた。セラナン王の行方をパッフィーにすら話さなかった。実は、国主の責任をわきまえた聡明な人物。元々は騎士で、アデューとよく似た性格だった。アデューに騎士と国王の道を教えた、ある意味もう一人の師。
ガイル船長
声 - 玄田哲章
イルカ船の船長でホエールズバレーの番人。豪快な性格。一度認めた相手には礼節をもって接する紳士。20年ほど前にホエールズバレーを襲った魔物からセラナン王に助けられたことがある。この頃からの銛の使い手、また大型のガトリングガンも振り回す。海賊の船長とは積年の宿敵同士。
ユーディス
声 - 丸山詠二
フリーデル地方の魔法学校校長。120歳（魔法の力で老化を70歳程度に抑えている。人間族）。パッフィーの師匠で大陸でも高位の魔法使い。
TV版では魔法学校が襲撃された際、弟子たちを庇おうとガルデンに挑むも敗北、処刑される寸前でアデューたちに助けられる。フリーデル城の魔法石を破壊する際には強い魔法の力に振り回されないようにとパッフィーに諭した。
漫画版では精霊石の武具「聖騎士の剣」を弟子パッフィーを通じてパフリシア王家に預けていた。
フロイ
声 - 子安武人
パッフィーの魔法学校時代の同級生。現在はユーディスの助手を務めている。
ゲーム版では同級生のバックスたちとともにアデューに協力、魔法使いをさらったマドラと戦った。
イズミの師匠
声 - 中博史
初登場時はかなりの高齢であり、作中では既に故人。死してなおイズミを精霊石に導くために魂を残した。TV版で最初に階級転位を視聴者に見せた（この際使用したホーリーシンボルは宝玉が赤であり、OVA版でハイプリーストが装備しているシンボルと似ている）
イオリ
声 - 水谷優子
サルトビの幼馴染のくの一。気が強い。一つの術に関してだけだが、サルトビの師匠でもある。サルトビが祠に隠されていた爆裂丸のミストロットを入手する経緯に関わった。TV版では怪鳥を操る。最終決戦では忍者たちを率いて駆けつけ、退路を断たれた際にサルトビに「死ぬ時は一緒」と想いを告げている。
漫画版ではリューニンジャ「朱雀」を所有し、月心とも互角に戦い（サルトビが手も足も出なかった「ムーンクラック」を破った上にどうも遊んで戦っていた節がある）、最終決戦ではアデューたちを救った実力者。サルトビよりやや過激な性格。許婚を放って中々帰ってこなかったサルトビを怒っていたが、パッフィーを「中々気丈」と認めている。通り名は「紅のイオリ」。
モモチ
声 - 飯塚昭三
忍びの里の長。イオリの祖父。闇風がドラゴートを封じていることをサルトビに教える。
忍者たち
忍びの里にやってきたアデューたちを出迎えた。最終決戦では凧に乗って加勢に駆けつけた。
デナーダ
声 - 大滝進矢
グラチェスと同じ部族の戦士。モヒカンである。シャインバラムの乗り手の座を賭けてグラチェスと戦い勝利し、シャインバラムを与えられることを確信していたが、部族の長老（存命。後にエルドギア捜索に貢献している）によって邪悪な性根を見抜かれ、シャインバラムはグラチェスに託された上叱責を受ける。このことを逆恨みして部族の元を去り、炎の魔神を従えてグラチェスに復讐しようとするが、アデューたちに魔神を倒され、最後は部族の掟に則った戦斧での決闘の末討たれる。
名前の由来は、スペイン語の「デナーダ（どういたしまして）」から。
チェンバー
声 - 森川智之
ボスコの森の砦で武術の指南役を務めている、グラチェスの弟。チャクラムを使用する。砦を襲ったデナーダに挑むも炎の魔神に敗北、駆けつけた兄との再会を喜びつつ亡くなった。ボスコの砦付近に埋葬される。DVD-BOXの告知イラストにちゃっかり登場していた。
流一刀
声 - 中尾隆聖
流派流一刀流の剣士。月心の父満月の道場に挑み「秘剣稲妻返し」をもって「奥義満月斬り」を破るも碌な看板が無く、代わりに精霊石の武具「三日月丸」を受け取る。悪人顔だが武士の誇りを持ち、月心の優しさに「活人剣」を見出し快く三日月丸を渡すなど人格者。

#### その他のゲスト
リナ
声 - 西原久美子
ウエストガンズに住む果物売り露店の少女。弟（ケン、ジェス）がアデューから騙し取ったお金を返そうとしている処を、メンチ三兄弟のカービンに襲われアデューに助けられる。この際右の三つ編みを銃で吹き飛ばされていた。
TV版第一話の殆どメインヒロイン。ゲーム版では酒場を開業、一店の女主人。
ラジオドラマ版にも同名のキャラクターが登場するが、担当声優は中西裕美子。
メンチ三兄弟（長男ガルボ、次男ディロン、三男カービンの三人組）
声 - 小野健一（ガルボ）、安西正弘（ディロン）、梅津秀行（カービン）
カービンが新型の銃の試し撃ちで暴れていた処をアデューに退治され、仕返しに来たガルボたちは人質を取りアデューを苦戦させるも倒される。後に用心棒デリアスを使ってアデューたちに復讐を挑むも返り討ちに。
漫画版では若干デザインが異なり、長男イチ、次男ニー、三男サン。イチはリューを所有。最終決戦時にも参戦し、アデューたちに加勢している。
デリアス
声 - 鈴置洋孝
メンチ三兄弟の師匠。ライフル早撃ちに長けたガンマン。サルトビたちが1万GGの賞金首として追っていた。リューとの戦いに興味を持ち、実際彼のソリッドはアデューを苦戦させている。最終的には怒りに我を忘れ止めを刺そうとしたアデューをゼファーが諌め逮捕された。漫画版でもイチの敵討ちにニーたちに雇われている。初期設定上の名前は「デイロン」
老魔法使い
声 - 緒方賢一
ハグハグの最初の主。世間に認められない鬱憤晴らしに、オニオン渓谷でゴーレムの幻を使って追い剥ぎをしていた。パッフィーに敗れ改心、宿場町で暮らすようになる。ハグハグから懐かれている。50年若ければパッフィーを放ってはおかない歳。
エルフ族
声 - 松岡文雄（村長）、千葉一伸（エルフ族A）、菅原淳一（エルフ族B）、三木眞一郎（エルフ族C）
エルフの村の住民たちであるが、自分たちの都合しか考えない身勝手さを持ち、特に村長は身勝手なだけでなく猜疑心も強い。村を襲撃するドラゴンである「ステファン」を撃退するために武器を欲しているのだが、カッツェから武器を買うお金が無いのを理由に、村付近で停泊していたアデューから身包みを剥がし、サルトビの刀も奪ってそれらで武器全部と交換しろと無茶苦茶な要求をするが、拒否されている。そんな中、たまたまアデューの鎧に入っていたミストロットの価値に気付くや、カッツェに貰った武器を使って脅しをかけたり、鎧やミストロットを取り戻しに来たアデューに悪びれもせず、ミストロットを火に近付けて有り金をよこせと勝手な物言いを見せ、アデューを激怒させている。
その後、ステファンが来てサルトビがリューで必死に戦っているのにもかかわらず、仕返しするに決まっていると言ってミストロットを返そうとしないなど、どこまでも自分たちの事しか考えようとしなかったが、パッフィー自らが人質になったことで渋々と返した。
キューティーソルジャーズ
声 - 横山智佐（レッド）、玉川紗己子（イエロー）、大谷育江（ブルー）、こおろぎさとみ（ピンク）
ギガマゾン大河の抜け道地下王国の入り口を守っていた女戦士たち。リーダーのレッド（幼少時は髪を伸ばしていた）、クールなグリーン、若干古風な口調で三つ編みのイエロー、カエル嫌いのブルー、ややブリっ子のピンク（意外に礼儀正しい一面もある）の5人。元々は女王ジェノバに拾われた戦災孤児たちで彼女に忠誠を誓っていたが、失敗続きの末切り捨てられる。最終的にはアデューに救われ、地下王国の地図を手渡している。後にジェミナスの同型機を駆り最終決戦に参加しているが、この際に髪を伸ばしたレッドがなぜかサングラスを掛けていた。身長対比は、グリーンとピンクが同程度でトップ、次いでレッド、ブルーとイエローがもっとも低い。
この5人の一人がアデューに恋をし、アデュー・パッフィー・美少女軍団の多角関係開始という脚本案があった。
リーリ、ラーラ
声 - 折笠愛（リーリ）、玉川紗己子（ラーラ）
女王ジェノバの娘たちで双子の姉妹。かなりの巨乳で巨尻。勝気な性格。母親を大切に思っている。美少女戦隊グリーンより長身。
企画段階から、既に名前は「リンリン、ランラン」で、当初は南京玉すだれを武器にする予定があった。
ジェノバ
声 - 滝沢久美子
争いを嫌い女性だけの国を作り上げた地下王国の女王。裏ではドワーフたちの強制労働で資金を得ていた。以前はとある王国の女王だったが、10年前同盟を結んでいた近隣国に一夜にして国を滅ぼされて以来固く心を閉ざしていた。最終的には改心して王国を去っている。
額の紋章は、OVAで登場した飛空族の一人という設定の名残り。
ギザル
声 - 西村知道
フリーデル城一体の地域を治める領主。バニール大陸のみならず世界征服を目論見ガルデンと手を組み、自身の行為に反対するユーディスを捕えていた。
しかしフリーデル城の魔力が目当てだったガルデンから見限られ、ユーディス処刑の場に乗り込んだアデューたちとの闘いの間際にガルデンのダークナイト・シュテルが放った波動砲で撃たれ、抹消されてしまう。
ルミナ姫
声 - 岡村明美
ゴストタウンを統治していたゴスト王家の生き残り。ゴストタウンの店主に匿われていた。木の実取りの最中偶然リュープリーストを使うイズミを見かけ悪霊祓いを依頼する。自ら城への案内を買って出るも悪霊に襲われ、ハグハグ共々囚われる。イズミが悪霊マドラを退治したために無事復活し、荒れ果てていた城も元の美しい城に戻っている。
マドラ
声 - 筈見純
ゴストタウン領の乗っ取りを企んだ魔導師。逮捕され（生前の容貌は不明）処刑されるも、悪霊となって復活。奪った城を本拠地に、ゴストタウンの人々を苦しめていた。一度はリュープリーストを乗っ取ったほどの強力な魔力の持ち主。
ゲーム版ではフリーデル城の亡霊三騎士の手によって再度復活、彼等に操られていた。
リード
声 - 沢りつお
パープルタウンを牛耳る親玉のダークエルフ。全国指名手配の賞金首で賞金稼ぎで有名になったアデューたちの噂を聞き、罠を張った街におびき寄せるも結局失敗、街は水没している。その後はベガスシティで水売りの手伝いをしていたが再びアデューたちと遭遇、街の実力者ベガスを利用して復讐を計画、あわよくばベガスの地位も奪おうとしていたが再び失敗、ベガスに砂漠で追い掛け回される身となる。見栄っ張りな性格でパープルタウンの館も実はハリボテ。主だった部下のゲラン（声 - 宇垣秀成）とドレイク（声 - 林延年）はベガスシティに付いてきていたが、上下関係は少々微妙なものになっていた。
シンデル
カッツェが精霊石を入手する過程で登場した子供たちの一人。5歳。他に兄シャルレ（声 - 高乃麗、8歳）、姉イアン（声 - 白鳥由里、7歳）がいる。両親は存命の模様。彼らとのふれ合いはカッツェが孤児院を作るきっかけとなった。

## 邪竜族
人間に敵対する邪悪な種族。下位の邪竜族は直立したドラゴンのような姿をし、体長はリューと同程度。戦闘力に優れ、さまざまな武器を使いこなす。知能は人間に劣らずオペレーターを務めたり魔法を使う者も存在し、アースティアと同様の魔法使いや剣士といった職制がある。漫画版では語尾に「〜でちゅー」と赤ちゃん風のしゃべり方をしている個体も見受けられた。高位の邪竜族は人間に似た姿をしているが、瞳が竜のそれであること、後頭部に後ろ向きに生えた角を有すること、また稀に顔面に鱗を持つことなどから区別できる。髪の毛も鱗が変化した物。髪の色は緑色が多い。知能はきわめて高く、高度な魔法を使用することができる。性質は冷酷かつ凶暴である。名誉を重んじる一面があり、死をも恐れず任務を遂行する。力の優劣によって定められた非常に強固な階級秩序を持つ。

### 下位の邪竜族
op（正式名称不明）
後期オープニングに登場する下位の邪竜族。体色は紫色。黒いマントをまとう。
下級兵士
アースティア一番乗りを果たしたと思われる個体。オリーブ色がかった体色。戦斧を武器とする。ガルデンさえもうならせる武勇の持ち主だったが、イドロには単なる下級兵士と問題にされず、シュテルのパワーアップのために吸収されてしまう。死後、アデューにオープニングナレーションで「下級兵士」と呼ばれる。
ケルト＆サルス
赤と青の体色の2人組。イドロを詰問した。この者たちはほかに一体の仲間がおり同時に降下してきていたが、カプセルがアースティアの地表に激突して死亡。その死を嘆いていた。
ドラゴート
声 - 荒川太郎
邪竜族の勇者と呼ばれる戦士。魔法剣を使える。先の戦いでリュー使いと戦った経験を持ち、アデューたちを彼らに比べ弱いと評する。弱い敵とは戦わない主義。
下位の邪竜族ながらイドロと面識があり、彼女がその存在をわざわざ探索し、発見後は丁重に遇され、対等に接する実力者である。精霊石闇風の力によって氷の中に封じ込められていたが、サルトビが闇風を抜き取ったため復活。最後はアデューに倒された。
魔法使いの老人
声 - 辻村真人
下位の邪竜族。魔法を会得しており特に氷の魔法に通じている。人間の老人「昔話のおじいさん」（表向きは吟遊詩人、もしくはリューの研究者として通している）に化けて神話の隠された部分を語り、イズミの興味を引いた。リュー狩りたちを操りリュー（リュールーク、リューソーサラーなど数体）を捕獲、魔法によって傀儡として操り、人間に復讐しようとしていた。
ティアダナーンにおいてリューの洗脳を行っていたミランダとも通じており、彼の元へリュー使いに恨みを持つ者を送っていた。TV版でのリュー側の数の不足は彼やミランダのような工作員の働きに寄る部分も大きい（リューは最低でも44体＋αは存在するにもかかわらず十数体しか残っていないとする資料が存在するのはこの為か）。ただし皇帝は「リューの脅威は数ではなく、その秘めた計り知れない力にある」と認識していた。

#### ドガ小隊
小隊長ドガ以下四体以上の下位の邪竜族からなる。四体がミスティックシールド突破に成功するが、突入カプセルの姿勢制御に失敗した一体が地表に激突して爆死。アースティアに降り立ったのはドガ以下三体。アデューたちと戦い劣勢に立たされ、リゲルによって処刑された。
小隊長ドガ
リゲルの部下。体色は朱色。太刀と投擲用の鎧通し、二本の曲刀を武器とする。「（リゲルが到着するまでに）リューを抹殺する」という使命を与えられアデューたちと戦うが、鎧通しが尽きたことからアデューたちに態勢を立て直す時間を与えてしまい、劣勢に追い込まれる。激昂して曲刀を抜くもすでにリゲルが到着しており、リゲルに詰問・叱責され二人の部下に先んじて処刑される。ドガはリゲルに斬り捨てられ倒れ伏すシーンがアップで描かれた。ドガは確認される限り唯一、階級の判明している下位の邪竜族である。
ビルガ
リゲルの部下。体色は黄土色。リュー抹殺の任務を与えられアデューたちと戦うが、デリンガーの銃撃を胸甲に直撃され重傷を負う。リゲルに「使い物にならん」と見切られ処刑される。
ゼネン
リゲルの部下。体色は紫色。リュー抹殺の任務を与えられアデューたちと戦うが、月心に利き腕を斬り落とされる。おそらくはこの重傷のためリゲルに「使い物にならん」と見切られ処刑される。

### 高位の邪竜族
イドロ
声 - 鈴木れい子
身長 - 119シン 体重 - 19.5ズッシリ 1288歳。
1000年前に侵攻した邪竜族の生き残りの老魔女（尼僧と呼ばれることもある）。人間に似た姿をした高位の邪竜族。ガルデンの忠実な部下として、彼を覇王にするべく戦っていたが、中盤以降黒幕としての本性を現す。邪竜族が地上に降り立ってからは下級兵士にも難詰されるなど苦しい立場に立たされ、最後はリゲルからドゥームを与えられ自らリューたちに戦いを挑んだが、敗北しドゥームを失ったため火炎放射で処刑された。
漫画版ではガルデンと同じく邪竜族とアースティア種族のハーフであり、虐げられた一族の復讐を開始したガルデンに嬉し涙を流しながら声援を送っていた。また、アデューの特別な血筋にある程度感づいていたようである。

#### リュー討伐隊
リゲル
声 - 速水奨
イドロ以外では最初に登場した高位の邪竜族。アデューたちとの戦いで劣勢に立った小隊長ドカ以下四人の部下を再戦の機会も与えず処断するなど冷酷、冷徹さが際立つ性格。しかし相応の力を持つ者の場合失敗を重ねた者であっても「使えるかどうか見る」ことはする。単なる冷血漢ではなく、戦士としての誇りも精神力も強い。ギメル、ドアンの二人を核とするリュー討伐隊を率いた。後には魔法戦士アドリアなども指揮下に収めるが、不安要素と化したガルデンの乱入などによってリューたちのクラスチェンジを阻むことはできず、アドリアの死によってリュー討伐隊は瓦解した。正確な地位は不明（皇帝直属の将校クラスと推測している資料も存在する）だが、着任早々戦艦を指揮下に収め、独断でイドロにドゥームを与えるなどしており階級は高く、おそらくナイルらと同格、リムジンより多少格下程度と思われる。任務失敗後は再戦を願い出てアイザック将軍の下に配属され、護衛艦を守って月心と戦い戦死する。ドゥームに搭乗しての必殺技「サラマンダー・ファイアー」を持つ。
漫画版では「アイザックの三騎士」として登場。パラディンの欠陥を突いてアデューを危機に陥れる。最終的には「崩魔雷刃」で瀕死の重傷を負うもエルドギアの精霊石を奪い共に自爆、自らの命を代償にミスティックシールドを破壊した。その散り様の割に後に出てきた主人アイザックがあまりのギャグメーカーであったため、報われないと苦情が殺到した。
ギメル
声 - 中田和宏
リゲルの配下。血の気の多い荒々しい戦士。運試しのコインを玩ぶ。ドアンとコンビを組んで戦う。エルドギアでリューパラディンとの交戦の末倒される。
ドアン
声 - 鈴木勝美
リゲルの配下。データ重視の戦闘スタイルを持ち、片目にスカウター風の機械を装着している。巨大なロト・ドームを持つドゥームを乗騎とする。エルドギア攻防戦でギメルの死後もドゥームに搭乗する部下二人を指揮して戦うが、最後はホワイトドラゴンの協力を得たグラチェスのシャインバラムに敗れ去る。
アドリア
声 - 天野由梨
劇中に登場した邪竜族の紅一点で、第３部隊所属。リゲルの配下。高位の邪竜族五人及びこれを率いる部隊長を指揮する高位の戦士。魔水晶を使いシュテルを操った。ガルデンが邪竜族と完全に敵対、サルトビと和解する契機を作った人物。魔法戦士型のドゥームに搭乗する。魔水晶作戦の失敗後は相当に焦っていた感があり、ギルラたちが到着した際リゲルへの報告もさせず自らの指揮下に入れ出撃している。クラスチェンジを果たした爆裂丸の「爆裂巴斬り」にドゥームの首を切り落とされ戦死。
ギルラ
声 - 菅原淳一
三人の部下を率いるドゥーム兵の隊長。アースティアへの侵入を果たし、アドリアの指揮下に入りリューたちと戦う。サルトビが操縦するエルドギアの飛行船を撃沈しようとした際、リューパラディンにドゥームの左手を切断され、パラディンに飛行船から突き飛ばされたシーンを最後に画面から姿を消したため、その生死は不明。（おそらく戦死したものと思われる）

#### ミスティックシールド破壊部隊（アイザック隊）
アイザック
声 - 若本規夫
邪竜族の将軍。ミスティックシールド破壊部隊を率いる。度量と落ち着きを兼ね備えた大柄の人物で、皇帝への忠誠心が厚く、死をも恐れず任務を遂行する。全身からミサイルを発射する専用の大型のドゥームに乗り、母艦内部でリューパラディンの足を串刺しにし道連れにしようとするが、精霊剣にドゥームの胴体を真っ二つに斬られ、結局母艦もろとも運命を共にする。漫画版にも同名の人物が邪竜族軍の総司令として登場するが性格外見は正反対。
リムジン
声 - 福田信昭
アイザック将軍配下の邪竜族の将。凶暴ではあるが冷静な判断力を兼ね備え、戦術的戦略的見地から作戦を立案・進言することもある。敵の策を読む能力にも長ける。戦務レベルでも、護衛艦との連携や部下の活用など、指揮能力の高さが垣間見える。アイザックの面前でリゲルに対し激昂したり、ナイルに対し命令を下す姿が描写されており、アイザック隊の副将と言うべき位置にあることが分かる。長刀を持つ赤のドゥームを乗騎とする。グラチェスのシャインバラムと戦い相打ちになって戦死した。
ナイル
声 - 塩屋浩三
アイザック将軍配下の邪竜族の将。リムジンよりもさらに凶暴さが際立つ太った男で、その血の気の多さはリュー討伐隊所属のギメルにも何ら引けをとらない。大鎌を持つ緑のドゥームを乗騎とする。圧倒的強さを持つ幹部の一人。ヒッテル・カッツェのデリンガーと戦い、デリンガーの攻撃を一切受け付けず、逆にヒッテル・カッツェがその鎌捌きの前に手も足も出せずに瀕死の状態にされたほど。ヒッテルとカッツェにとどめを刺そうとするが、デリンガーのゼロ距離射撃を受け消滅。
ダナン
声 - 石野竜三
アイザック将軍の副官。高位の邪竜族。いかにも文官という容姿。参謀格であるらしくドゥームには搭乗しない。ミスティックシールド破壊装置建設の指揮が主な任務。しかし指揮能力はあり、格納庫を犠牲にしてもデリンガーを葬れと命令したりなど、指揮官としても行動している。アイザックの死後、脱出ポッドで母艦を脱出し皇帝の下に戻りリュー4機を倒したことを報告するが、復活した疾風丸以下のリューに皇帝の旗艦が攻撃された際そのことを側近らに詰問され、旗艦の着地時の衝撃と玉座の爆発に巻き込まれ死亡した。

#### 皇帝直属軍
顔に鱗のある男
顔面（右頬）に緑の鱗を持つ。ドゥーム兵。部下とともに皇帝を守ってリューたちの前に出、「一人残らず葬れ」との命令を受ける。
側近
皇帝の側近。四人存在。シャインバラムら4機の復活、旗艦襲撃の際、ダナンを「四体だと言ったではないか！」と詰問。
側近
声 - 中村秀利
皇帝の側近。高位の邪竜族。ミスティックシールド破壊装置の指揮を執ったり、破壊装置に進入したガルデンたちを追い払う際に自らもドゥームに乗るなど、頭も腕も切れる。皇帝がアデューたちと戦っている間にミスティックシールドを破壊するも、皇帝のドゥームが破壊装置に串刺しにされた際に爆死した。電話をするシーンも登場した。傍らのやや逆立った髪の側近（声 - 松本保典）とは双子。
皇帝
声 - 小林清志
邪竜族の親玉。インカ文明のような黄金の仮面をつけており、クラスチェンジしたアデューたちを寄せつけない絶対的な力を持つ。7本腕の巨大な竜型のドゥーム（約50m）を操る。長刀を操る二刀流スタイル。アースティア破壊装置を守るためにアデューたちと戦うものの、黄金の騎士となったアデューに破壊装置に突き刺され、破壊装置ごと倒された。鎧の下はかなり細身の体。漫画版では「ア・ザカン」という名前がある。漫画ではウォームガルデスとは「盟友」の関係、漫画版のデザインでは胸部がガルデスのそれとよく似ている。また原作者裏設定ではあるが呪われし竜（カースドドラゴン）の皇帝、剣邪界を統治している六魔竜という設定があるためこちらはドゥームではなく本体の可能性もある（あるいはガルデスの正体の一説である「もっとも邪悪な精霊を宿らせる機械の形の依代」の流用品か）
ラジオドラマでは、皇帝の息子キルガインとそのパートナーデスローザが登場し、アデューたちと敵対する。

#### その他
一般兵
高位の邪竜族の一般兵士。茶色の量産型ドゥームに搭乗して戦う。
ドアンの部下2名
ギルラの部下3名
サルトビのシャイン・クェーカーで倒された者
などが確認されている。

## CD・ラジオドラマ版

### ブラボー砦の決闘
アデュー・ウォルサム
声 - 結城比呂
パッフィー・パフリシア
声 - 矢島晶子
サルトビ・佐助
声 - 西村智博
イズミ
声 - 小杉十郎太
ハグハグ
声 - 折笠愛
ジェーン・モーゼフ
声 - 矢島晶子
ブラボー砦を守るモーゼフの一人娘。外見はパッフィーと瓜二つだが髪がやや青みかかっており、瞳の色がオレンジという違いがある。母を早くに病で亡くし、当時一番安全だった砦に移り以来砦の炊事洗濯を一手に担っている。母の形見でモーゼフ大佐のプロポーズの品だったオルゴールが宝物。毎日兵隊たちの墓に添える花を摘みに行く優しい性格。介抱したアデューに好意を持ち、平和になったら彼と一緒に外の世界に行くことを願っていたがラゴンに撃たれ死亡。パッフィーとそっくりな彼女を守りきれなかったことはアデューにとって苦い経験となった。
モーゼフ大佐
声 - 田中信夫
サウス軍残党ブラボー砦の指揮官。戦争の勝敗が決した後も虚しい戦と解っていながら司令部の命令と自らの意地をかけてコロラル川に掛かった橋を死守してきた。ノース軍の総攻撃による甚大な被害と娘の死に降伏を考えるが敵の思惑をサルトビに聞かされ橋を落とすことを決意、既に重傷を負っていたモーゼフは戦争の終わる音を聞きつつ静かに息を引き取る。
マーチン軍曹
声 - 古田信幸
モーゼフ大佐の忠実な部下。荒っぽい性格だが大佐と共に最後まで戦う決意をもっていた。ジェーンの事は「お嬢さん」と呼び慕っており、彼女の死に激昂しアデューに殴りかかる場面も。最後まで生き残り大佐とジェーンの願いだったマカロニガンズの復興を開始する。
ラゴン
声 - 若本規夫
サウス軍傭兵部隊隊長。元はモーゼフの部下で戦術も似ている。早撃ちの名手。各国の傭兵を扱っているため、忍者や僧侶の奇跡など他国の情報にも詳しい。女子供も躊躇せず殺害し、虐殺を兵隊の頭の防腐剤にする非情な男。サウス軍を全滅させた後も戦う振りをして金を稼ごうとしていたが肝心の橋を落とされ、自らもアデューとの決闘に敗れ死亡している。
ターキン
声 - 飛田展男
ラゴンの副長でかなり無愛想な男。ラゴンの命令には忠実で規律に煩い。サルトビとは何かと対立しており最後はソリッド戦でサルトビに敗れている。
ジュエル
声 - 折笠愛
コロラルの滝の底にある精霊界の住人。糸目の男が好みで一目惚れしたイズミを助けた。何十年も続く戦争で川を血で汚す人間に腹を立てており、人間界に戻る条件として戦争をやめさせる約束をイズミと交わしている。
酒場の親父
声 - 中嶋聡彦
医師
声 - 菅原淳一
兵隊A
声 - 藤原啓治
兵隊B
声 - 相沢正輝
兵隊C
声 - 岩永哲哉

### ティア・ダナーンの戦い
ナビア
声 - 横山智佐
カーサス国のはずれ、ミリアルの村に住む少女。外見は12歳、サルトビの見立てではエルフ族。両親は亡くなっている。ガラスのように澄んだ美しい瞳の持ち主。優しい性格だが芯の強い一面を持ちガルデンの中に残る良心を見抜いていた。リューの声を聞く能力を持つ。ティアダナーンから一人去るガルデンを見送る。外見は公表されていないが、（あくまで参考資料として）『アニメV』1995年8月号の読者投稿に彼女の姿を見ることができる。
実は賢者トパスの面識の無い孫娘で、アースティアへの扉を開く鍵。ティアダナーンには世界の危機に現れる「ナビア」という少女の伝説があり、その生まれ変わりとされる。
トパス
声 - 丸山詠二
ティアダナーンを支配していた魔族を撃破った伝説の少女「ナビア」の血を引く賢者。ミランダの野望を阻止するためにティアダナーンとアースティアを結ぶ道を封印したが、捕らえられて40年もの間呪いの牢獄に幽閉。以来アースティアのリューたちに送り続けた救援の念波は、ナビアの夢を介して伝えられた。外見は音楽CD『覇王大系リューナイト オフヴォイスコレクション』付属の冊子で確認可能。
旅の僧
声 - 長島雄一
アデューとカッツェが出合った僧侶。賢者トパスの情報を教えた他サルトビやイズミとも接触、何かと狂言回しに活躍する。話が妙な方向にずれるのが癖。
フェアリー
声 - かないみか
ジョモス国、エルフ族の村に住む村長の孫娘。外見は20歳ほど。アデューが思わず息を呑む美人で料理上手。ジェニスに惚れられており、村の住人に乱暴をはたらく彼を止めるために結婚を決心する。
リプレー
声 - 山野井仁
ローバス国王の家臣。リーバスを倒したヒッテルたちをローバス国に案内、国王に紹介している。
ローバス国王
声 - 菅原淳一
リプレーに連れられた月心、グラチェス、ヒッテルの腕前を見込み暴君ミランダを討つことを依頼する。情報や食料、ギャロップなども与えたが、人員は派遣しておらずこれは万が一失敗した時に無関係を決め込むための保険でもあった。
ミランダ
声 - 麦人
タストン国国王。ダークエルフ。延命のため脳だけになって生きている。リューは余計な心さえなければ最強の殺人兵器になると考えリューの心を封じ込める技術を開発、表向きは邪竜族の侵略を助けるためとして手駒のリューを確保する。失敗や裏切りに厳しい性格で、改造したリューを常に監視している。ゼファーたちを改造しようとするも失敗、リューに似せた巨大メカと一体化しアデューたちと戦う。
ライアン
声 - 堀内賢雄
ミランダの配下で彼の正体を知る数少ない人物。動けない彼に代わって命令を実行する。リューを所有。イズミにサディストと思われていたが実際「人でなし」を誉め言葉と受け取る非情な男。ガルデンに倒される。
ジェニス
声 - 柏倉つとむ
邪神に仕える僧侶。リュープリーストを所有。3歳でギャロップに噛み付き、4歳の時には殴り殺した凶暴な男。エルフ村のフェアリーに惚れており何度も結婚を迫っていたがアデューの「流星剣」に倒される。後ろ姿のみだが外見は音楽CD『覇王大系リューナイト オフヴォイスコレクション』付属の冊子で確認可能。
リーバス
声 - 草尾毅
ヒッテルに恨みを持つガンマン。20歳。リューガンナー「ウィンチェスター」を所有。デス・マーチャントが盗賊に売った武器で両親を殺されて以来、荒んだ生き方を続けてきた。5年前、事情を知っていたヒッテルに足を撃たれて敗北し、対抗できるリューを探していたところ、邪竜族の魔法使いの老人と接触。リューを狩る見返りに、誰でもリューに乗れる世界ティアダナーンに送られた。ヒッテルと再戦するが、またも敗れている。
ローバス国の家臣に同名の人物が存在。
キッド
声 - 西村知道
ヒッテルの銃の師匠。初老のガンマン。リューを所有。「銃は人を守る道具」という思想を教えた人物だったが、彼の才能に殺意すら覚えるほど嫉妬してしまい姿を消した。その後邪竜族の魔法使いの老人と接触、殺意から逃れるためにティアダナーンに向う。ミランダの刺客として現れヒッテルとの一騎撃ちの末、自ら仕込んだ男の腕前に満足しつつ倒れた。
シアン
声 - 川村万梨阿
ミランダの送った刺客の一人。リューコマンド「サバイバー」を所有する女魔法戦士、投げナイフの使い手でもある。無数の稲妻を叩きつける「ミストクラッシュ」が必殺技。「嘘をつかない信用できる男」を探し、命懸けで自らの物にするために旅を続けていた。モンスターとの戦いの中で出会ったグラチェスが、獲物の上の世界のリュー使いだと気付き戦いを挑むが、魔法の力に頼りすぎていたことを見破られて敗北。重傷の身体を押して探していた自らの獲物を追っ手から守ろうとするが、ミランダが仕掛けたリューの自爆装置が作動、グラチェスに看取られ息を引き取る。
巌流
声 - 森川智之
ミランダの送った刺客の一人。リューサムライ「勝鬼丸」を所有、疾風丸より若干性能は劣る。賞金以上に強い剣士と戦える事に悦びを覚える人斬り。剣の腕前は月心と互角以上だが腕前に驕った隙を突かれ倒されている。
才蔵
声 - 緑川光
ミランダの命令を受けナビアを誘拐した裏陰流の忍者。リューニンジャを所有。爆裂丸を佐助に取り上げられて以来、屈辱の歴史を歩んだ裏陰流の無念を晴らし正統派に返り咲くためにサルトビに戦いを挑むが敗れ、流派の再興を願いつつ息絶えた。外見は音楽CD『覇王大系リューナイト オフヴォイスコレクション』付属の冊子で確認できる。

### カイオリスへの旅立ち
アデュー・ウォルサム
声 - 結城比呂
17歳
パッフィー・パフリシア
声 - 矢島晶子
17歳
パフリシア王女
イズミ
声 - 小杉十郎太
サルトビ・佐助
声 - 西村智博
19歳
ハグハグ
声 - 折笠愛
グラチェス
声 - 置鮎龍太郎
21歳
カッツェ
声 - 永島由子
105歳
ヒッテル
声 - 関俊彦
カッツェの兄。147歳
ガルデン
声 - 辻谷耕史
222歳
月心
声 - 松本保典
21歳
セイル
声 - 三木眞一郎
アースティアの魔法使いを束ねるマジルカの国（一部の資料では「マジカル王国」と表記）の長。20歳。聡明な人物ということになっているが、地は少々わがままで強引な一面を持つ。妹曰く「悪人ではないが出来の悪い兄貴」。パッフィーとの縁談を自らの美貌と権力で成功させようとするが、アデューとミスリーの乱入で失敗。後に家宝の魔法石と引き換えに、パッフィーに再び結婚を迫る。
ミスリー
声 - 天野由梨
セイルの妹。アデューの情報を兄に伝えた他、魔物に襲われたパッフィーたちを部下を率いて救出するなど行動派でもある。強力な雷魔法「サンダーブレード」の使い手。兄の強引な求婚をみかねてアデューと共に乱入する。いざと言う時頼りになる人がいるパッフィーを少し羨ましがっていた。
バイカ
声 - 長島雄一
マジルカ一族の長老。70歳。マイヤーとの間で縁談を進めていた。性格的にもマイヤーと似た者同士。ただミスリーには弱いらしく兄を叱る彼女によく言い包められている模様。セイルは「いつも僕だけ悪者になる」と嘆いていた。
マイヤー
声 - 西川幾雄
フレア
声 - 松井菜桜子
リナ
声 - 中西由美子
キルガイン
声 - 真殿光昭
邪竜族の勇者で皇帝「ア・ザカン」の息子。
デスローザ
声 - 平松晶子
グレーガス
声 - 宝亀克寿
ホワイトドラゴン
声 - 大山高男
女の子A
声 - 今井由香
男の子B
声 - 渡辺久美子
家臣A
声 - 中博史
男A
声 - 押田浩幸
酔っ払い女A
声 - 渡辺久美子
酔っ払い女B
声 - 中西由美子
くノ一A
声 - 三重野瞳
男の子A
声 - 瀧本富士子
邪竜兵A
声 - 長嶝高士

### 聖騎士の約束
アレク
声 - 結城比呂
アデューとパッフィーの100年後の子孫。パフリシアの第一王子。性格はやや弱気だが優しい性格で、芯は意外にしっかりしている。姉と違い剣より魔法の方が得意だが、リューナイトゼファーを受け継いでいる。彼等の姿に、ガルデンはアデューと交わした約束の意味を知ることになった。
パティ
声 - 矢島晶子
アレクの双子の姉で第一王女。世界一の騎士になるのが夢で、王位継承には興味が無い。アデュー似の勉強嫌いで勝気な性格。魔法より剣術の方が好き。ガルデンに憧れており、剣の稽古の約束を交わしている。リューメイジマジドーラを受け継ぐが、別に騎士の道を諦めた訳ではない模様。髪の色はOVA版パッフィーに近い緑、瞳は紫。
ナギト
声 - 小杉十郎太
パフリシアの家臣でパティたちの教育係。口煩い性格でお説教がとても長い。25年前の先代パフリシア王のリュー継承の儀式にも、大僧正のお付きとして参加していた。

## OVA版

### アデュー・レジェンド
アデュー・ウォルサム
声 - 結城比呂
リューナイト
パッフィー・パフリシア
声 - 矢島晶子
リューメイジ「封印の魔女」
イズミ
声 - 小杉十郎太
リュープリースト
サルトビ・佐助
声 - 西村智博
リューニンジャ
大賢者ナジー
声 - 永井一郎
イズミの記憶を封印した。
スワン
ヒュント
声 - 折笠愛
ドゥームナイト・ガートゥースを駆る魔族の騎士。性格は直情的で好戦的。
少年のような外見をしているが実年齢は200歳を超え、相棒のイクズスから年寄り呼ばわりされたこともあった。
精神年齢は外見相応らしく、子リスに顔を引っかかれて激怒したり、ナジーにまんまと記憶を消されたりと、やや抜けた面もあるようだ。
イクズス
声 - 子安武人
ドゥームソーサラー・ブルーゴーントを駆る魔族の魔術師。性格は狡猾で残忍。
長身の青年といった外観だが、実年齢はヒュントより低いようだ。水晶玉を携帯しており、それを用いての占いを得意とする。
相棒のヒュントとは逆に裏で策謀をめぐらせるのが得意なタイプで、パッフィーをおびき寄せるために策を弄したこともある。ただしドゥームに乗っての戦闘の際は、魔法を使うより大鎌で接近戦を行うことが多かった。
OVA版でのサルトビの故郷を滅ぼした張本人。
ギルツ
声 - 中村秀利
かつてアデューの師匠だった騎士。人類を裏切って魔族の地上侵攻に加担するが、本当の目的は別に隠し持っている。
序盤ではリューナイトに乗っていたが、リューナイトがアデューに継承された後は魔王ウォームガルデスのかつての愛機と言われる「ダークドゥーム」に搭乗。強大な力を見せ付けた。
マルトー
声 - 玉川紗己子
魔族の女性戦士で、現在のギルツの弟子。ギルツがアデューの才能を高く評価していることに気付いており、激しい敵愾心を燃やす。
自身を「誇り高き魔族」と称し、同族に対し「盗賊まがいで人間の上前をはねるしか能のない者など、魔族ではない」と怒りを露にすることもあったが、初登場のシーン以来それに言及する様子はなかった。
愛機はドゥームバルキリー・ダークローズ。
なお、一部の資料でフルネームを「マルトー・ジュール」と表記。

### アデュー・レジェンドII
アデュー・ウォルサム
声 - 結城比呂
ある目的をもってシャドゥーム王国を訪れる。心境の変化か拳銃を持っている。怪我を負っている状態でドゥームの目を狙撃してみせるなど腕前は中々。
パッフィー・パフリシア
声 - 矢島晶子
復興した王国の執務に忙しい毎日を過ごしながら、ひたすら騎士道修行をしているアデューを見守っていた。
そして突然無言のまま旅立ったアデューを心配し、王国をイズミに預け、アデューを追ってシャドゥーム王国を訪れる。
ミズキ
声 - 小杉十郎太
シャドゥーム王国につかえる大僧正。だが裏ではレジスタンス活動をしている。
カゼマル
声 - 西村智博
サルトビとは双子の兄弟（面識はない）。リューアサシンを操る。
ソフィー
声 - 玉川紗己子
「沈黙の聖女」。リューに命を吹き込むことができた一族の生き残り。
ローム
声 - 折笠愛
デューマに付き従う魔族の女剣士。蝶のような羽をもつドゥームを操る。
デューマ・シャルル・シャドゥーム
声 - 子安武人
シャドゥームの君主。凍土より「破滅の文字盤」を復活させ、覇王を目指す。

## コミック版
スワン
声 - 堀内賢雄
漫画版ではアデューの師匠（パラレルワールドの考察特集にて「漫画ではスワンがギルツに勝っていたのかもしれない」という杉田敦プロデューサーの説有り）。ゼファーをラーサーより一時預かっていた「重閃爆剣」の使い手。「白鳥の騎士」。
ウォームガルデスを倒した勇者の一人で（ア・ザカンもその存在を知っていたが、アースティアではそれほど名の知られた人物ではない）、齢数百歳と推定される老騎士。
モーフ
エルドギアの機械人、秘術士（マイトミューザー）。エルドギアから精霊石を奪っていった人間を嫌っているが、力を求めた挙句自らの大地を滅ぼした邪竜族はさらに嫌っている。「フン！」が口癖。人当たりは悪いが、身を挺してアデューを救うなど根はいい人。
アーシー
エルドギアの機械人、僧侶。カタカナ台詞だが、気難しいモーフの進行役でもある。パッフィーを気に入っている模様。
デホレス
魔法都市ホーリーケントの雑貨商。36歳。フリーデル諸国では有名人で、実はリューウェポンマスターの使い手。昔の字は「破壊屋（デストロイヤー）ホレス」
一時パッフィーから預かっていたらしいハグハグと共に参戦した最終決戦にて10年ぶりに復業した。
トホレス
デホレスの孫の雑貨商。29歳独身。リューには乗れなかったようで旧式のソリッドを使用。
リーン
バイフロスト国バルホル騎士団のナンバー2、リューバルキリー「スレイシール」の使い手。各地への伝令の途中にパフリシア王都に立ち寄る。通り名は「黒き炎（ブラックフレイム）」、グラチェスとは友人のようである。
Vジャンプコミックス版の1巻あとがきにて彼女の原型、あるいは同僚と思われる女騎士「レイア・バルダー」を見ることができる。こちらの通り名は「氷の女豹」。
スゥオール神の巫女
本名は不明。イオリと共に最終決戦でのアデューたちの救出に参加し、力を使い果たしたアデューの回復を担った。
設定画は公表されていないものの、Vジャンプ掲載時に極小さな絵ではあるが全身が描かれている。
くの一
本名は不明。イオリと共にアデューたちの救出に参加。巫女たちが回復を行っている間護衛を務めた。彼女がパッフィーに渡したマントはこのコマのみの登場で、その後の登場コマでは既に消えている幻のレア装備である。
ハリ・ボッター
ボッターシティ賭場の親玉。一家総出でパッフィーたちをだましたが、借金を賭けパッフィーと壮絶なあっち向いてホイ合戦をすることに。起死回生のフェイントで勝利するも、パッフィーが激怒してマジドーラを召喚、結局街は壊滅している。
リーバン・フリーク
モンゴック付近の領主。魔法アイテムコレクターで高位の闇魔法使い「死霊使い（ネクロマンサー）」。
ドゥームスケルトンを駆りアデューたちを追い詰めるが、ミストロットを得て復活したゼファーの「メテオザッパー」に倒される。
後に収集品を散々盗んだカッツェに復讐するため復活した。ラフ設定上の名前は「ドン・シーグ」
オーラ
リーバンの孫娘の格斗家（かくとけ）。リューモンク「ビッグディッパー」の使い手。本人は至って生真面目な性格だが、リーバンに騙されて復讐に協力。トホレスに一目惚れされる。通り名は「一つ星のオーラ」。速度増加魔法をも上回るスピードの持ち主。
マーカス
ガルデンの傭兵団副長。リューナイトの使い手。バウルスを圧倒し突撃の威力は「クラッシュドーン」に匹敵するも、ゼファーに真芯を貫かれ倒される。
イチ
ウェストガンズ最凶最悪メンチ3兄弟の長男。兄弟合わせて2万GGの賞金首。リューガンナー「ジャンゴー」を所有。ゼファーに倒されるも60万GGかけて復活、最終決戦でアデューたちを救った。
アッカ・クリングル
Vジャンプコミックス版1巻あとがきページに登場する女盗賊。リューシーフの使い手で鍵開けの名手。服装がパッフィーと似ているが、関係は不明。リューナイト2の側面を持つ『サウザンドアームズ』の前企画『装神騎団KNIGHT LOADER』のキャラクターに、「クリス・クリングル」（男性、19歳）という名を見ることができる。

## ゲーム版

### ロードオブパラディン
ジャダ
オニオンの洞窟に住む老魔法使い。あまり愛想は良くない。ギガマゾン大河のドワーフの国を襲ったアームドドラゴンを抑えるため、結界を張って閉じ込めていた。結界を解く呪文は「ヒラケェ・ルーン・ルーン」。立場等はTV版3話の老魔法使いに似ているが、アデューとの会話から別人の模様。
ワルガキッド
オニオンの町、エテルナの酒場を根城にしていた盗賊団。リーダーの女盗賊アリーナ、ドワルコワル兄弟、保安官に化けた男で構成される。盗品の流通など悪い事はなんでもするが、コワルによれば女子供には手を出さないポリシーがある。
バンバラ
ノースヒルの町長を人質に町を乗っ取っている盗賊。部下の中にはパッフィーの下着を盗もうとする者もいた。
ゴブレム
エルドラド付近の洞窟に住むゴブリンが共同で飼っているペットのゴーレム。ミスリルが好物で、餌を調達するためにゴブリンたちは街を襲っていた。可愛がられていたようで、アデューたちに退治されたのを嘆く者もいた。目玉はゴブリンの洞窟の奥に通じる鍵になっている。

### ラーサーレジェンド
ラーサー・ウォルサム
声 - 三木眞一郎
ゼルテニス騎士団最年少騎士。リューナイトがパートナーと認めた運命の騎士。
レイシィ姫
声 - 大谷育江
ゼルテニス王国の隣国マーリスの姫。マーリスの人々から慕われているが、実はかなり勝ち気でわがままな性格。
イズミ
声 - 石田彰
闘拳士。リューゴッドハンド・カザックに乗る。ラーサーに勝手についていき、姫と口喧嘩ばかりしている。
エチナ
声 - こおろぎさとみ
アデレッサ
声 - 天野由梨
モルド
声 - 藤本譲
ムラサ
声 - 立木文彦
ドワーフ
声 - 茶風林
ドワーフの娘
声 - 矢島晶子